# Luigi Solari
Luigi Solari (Torino, 27 maggio 1873 – Roma, 7 febbraio 1957) è stato un ingegnere italiano. Pioniere della telegrafia senza fili.

## Biografia
Il marchese Luigi Solari dopo aver conseguito la laurea in ingegneria elettrica all’università di Torino nel 1890 divenne ufficiale della Regia Marina.
Fu inviato a Poldhu nel settembre del 1901 per il primo collegamento transatlantico e con il grado di Tenente di Vascello fu destinato sul Carlo Alberto, allestito a laboratorio, assistendo Marconi nella sperimentazione delle trasmissioni a lunga distanza.
Nel 1903 Solari fu inviato a rappresentare l'Italia alla prima conferenza radiotelegrafica internazionale che si svolse a Berlino.
Nel biennio 1904-1906 fu direttore di divisione al Ministero delle Poste e dei Telegrafi, ed in tale ruolo diede inizio ai primi servizi pubblici di telegrafia senza fili in Italia, dando avvio, alla realizzazione, nei pressi di Coltano, di una stazione radiotelegrafica che progettò e costruì insieme a Guglielmo Marconi.
Fu il fondatore della prima società italiana di Radiodiffusione.

## Opere
- Marconi nell'intimità e nel lavoro, Milano, 1940, Mondadori.
- Sui mari e sui continenti con le onde elettriche: il trionfo di Marconi, Milano, Bocca, 1942.
- Storia della radio, Milano, Garzanti, 1945.